# Torneo Città di Vercelli
Il Torneo Città di Vercelli, noto con altri nomi per ragioni pubblicitarie, è stato un torneo professionistico maschile di tennis giocato su campi in terra rossa. Ha fatto parte dell'ITF Men's Circuit fino al 2013, mentre le edizioni del 2014 e 2015 furono disputate nell'ambito dell'ATP Challenger Tour. Dopo tre anni di pausa è stato ripristinato nel 2019 come parte del circuito ITF. Si giocava annualmente a Vercelli, in Italia.

## Albo d'oro

### Singolare
| Anno      | Campione           | Finalista          | Punteggio     | Circuito      |
| --------- | ------------------ | ------------------ | ------------- | ------------- |
| 2019      | Maxime Chazal      | Corentin Denolly   | 2–6, 6–4, 7–5 | ITF           |
| 2018 2016 | Non disputato      | Non disputato      | Non disputato | Non disputato |
| 2015      | Tarō Daniel        | Filippo Volandri   | 6–3, 1–6, 6–4 | Challenger    |
| 2014      | Simone Bolelli     | Mate Delić         | 6–2, 6–2      | Challenger    |
| 2013      | Alberto Brizzi     | Moritz Baumann     | 6–3, 7–5      | ITF           |
| 2012      | Antal van der Duim | Michael Linzer     | 6–3, 6–2      | ITF           |
| 2011      | Stefano Galvani    | Jan-Lennard Struff | 7–6(6), 6–0   | ITF           |
| 2010      | Thomas Schoorel    | Martin Fischer     | 6–4, 6–3      | ITF           |
| 2009      | Matteo Marrai      | Leandro Migani     | 6–2, 6–0      | ITF           |

### Doppio
| Anno      | Campioni                          | Finalisti                                | Punteggio              | Circuito      |
| --------- | --------------------------------- | ---------------------------------------- | ---------------------- | ------------- |
| 2019      | Marco Bortolotti Scott Puodziunas | Toby Martin Jakob Sude                   | 6–2, 6–2               | ITF           |
| 2018 2016 | Non disputato                     | Non disputato                            | Non disputato          | Non disputato |
| 2015      | Sergey Betov Michail Elgin        | Andrea Arnaboldi Hans Podlipnik-Castillo | 6(5)–7, 7–5, [10–3]    | Challenger    |
| 2014      | Matteo Donati Stefano Napolitano  | Pierre-Hugues Herbert Albano Olivetti    | 7–6(2), 6–3            | Challenger    |
| 2013      | Andres Molteni Timo Nieminen      | Filippo Baldi Pietro Licciardi           | 6–0, 6–2               | ITF           |
| 2012      | Alex Bolt Andrew Whittington      | Erik Crepaldi Claudio Grassi             | 6–3, 7–6(9)            | ITF           |
| 2011      | Erik Crepaldi Ante Pavić          | Philipp Oswald Bertram Steinberger       | 7–6(4), 6(4)–7, [10–5] | ITF           |
| 2010      | Ilya Belyaev Andrej Kuznecov      | Juan Martín Aranguren Alejandro Fabbri   | 6–4, 7–6(2)            | ITF           |
| 2009      | Mathieu Guenat Cristian Villagran | Alejandro Fabbri Leandro Migani          | 7–5, 6–4               | ITF           |